# ちぃちゃんとヒゲおじさん
『ちぃちゃんとヒゲおじさん』は、NHK教育テレビジョンのプチプチ・アニメの枠で放送されている、1話5分の日本のクレイアニメ、またはその主人公である。2018年現在、11話が制作されている。
台詞はなく、BGMのみで物語が進行するサイレントアニメ。

## スタッフ
- アニメーション - 真賀里文子、野中和隆、林恭三
- 音楽 - 小西真理

## 各話リスト
| 話数 | サブタイトル     | 初回放送日     |
| ---- | ---------------- | -------------- |
| 1    | プレゼント       | 2004年6月21日  |
| 2    | おたんじょうび   | 2004年10月18日 |
| 3    | 夜のできごと     | 2005年2月21日  |
| 4    | ふたごの子オニ   | 2005年11月21日 |
| 5    | ちぃちゃんのゆめ | 2006年2月20日  |
| 6    | まいご           | 2006年12月18日 |
| 7    | いねむりゾウさん | 2007年5月23日  |
| 8    | けんか           | 2008年3月19日  |
| 9    | あらしのひ       | 2009年5月20日  |
| 10   | だれ？           | 2010年4月21日  |

## DVD
2008年12月17日にポニーキャニオンから発売。規格品番はPCBK-50070。第1話から第5話を収録。